# Pierre Durye
Pierre Durye (Pierre-Marie-Charles), né le 15 février 1920 à Agonges (Allier) et mort le 13 septembre 1996 à Riom (Puy-de-Dôme), est un archiviste et historien français.
Il est l'auteur de nombreux ouvrages sur l'histoire et la généalogie.

## Biographie
Pierre Durye est le fils du baron Joseph Durye, président de la Société d'agriculture de l'Allier, et de Berthe Savary de Beauregard (fille d'Henry Savary de Beauregard).
Licencié en histoire et en géographie et archiviste paléographe de l'École nationale des chartes (1943), il est archiviste départemental de la Haute-Loire de 1943 à 1945, conservateur adjoint (1956), conservateur (1958), puis conservateur en chef aux Archives nationales de 1967 à 1984. Il est également secrétaire général de cette institution jusqu'à sa retraite.
Membre des cercles généalogiques de Paris et du Bourbonnais, il préside de 1981 à 1988 la Commission des preuves de l'Association d'entraide de la noblesse française (ANF). Il est également président du Cercle généalogique et héraldique du Bourbonnais de 1981 à 1989.

### Vie personnelle
Il épouse Madeleine Collard, petite-fille d'Emmanuel de La Villéon, dont il a un fils et une fille.
Il possède le château du Riau à Villeneuve-sur-Allier, qu'avait acheté son trisaïeul Pierre Le Roy de Chavigny, préfet de l'Allier sous la Restauration.

## Ouvrages
- Le Bailliage de Saint-Pierre-le-Moûtier de sa création au milieu du XVIe siècle, 1943 (thèse de l'École des chartes).
- La Généalogie, Presses universitaires de France, coll. « Que sais-je ? » (no 917), 1961, 1re éd., 128 p. (ISBN 978-2-13-054024-3).
- L'Anoblissement par charges avant 1789, in Les Cahiers nobles, 1962 (en collaboration avec François Bluche).
- « Les sources permettant d'étudier, dans les Archives nationales, l'émigration des personnages importants », Recueil du 7e Congrès international des sciences généalogique et héraldique, 1964.

## Pour approfondir